# نيل دافي
نيل دافي (بالإنجليزية: Neil Davey)‏ هو موظف مدني أسترالي، ولد في 2 فبراير 1921 في وانجارتا في أستراليا.